# Daniel Popovici Barcianu
Daniel Popovici Barcianu (Resinár, 1847. október 19. – Nagyszeben, 1903. február 16.) görögkeleti román tanár, Sava Popovici Barcianu fia.

## Élete
A gimnáziumot és teológiát Nagyszebenben végezte. 1869-ben a magyar vallás- és közoktatási miniszter Németországba küldte, hogy az ottani népiskolák szervezetét tanulmányozza. 1870-74-ben a bécsi, bonni és lipcsei egyetemeken hallgatta a pedagógiát és a természettudományokat. 1876-tól a nagyszebeni Andreianum papnevelő és tanítóképző tanára volt. Az ASTRÁ-nak (Asociaţia Transilvană pentru Literatura Română şi Cultura Poporului Român) nagyszebeni polgári leányiskolájában is volt igazgató és az ASTRA másodtitkárja. Mint a román nemzeti komité tagja, egyik szerkesztője volt az 1892. évi memorandumnak,  és ezért Vácon ülte le büntetését.

## Munkái
- Untersuchungen über die Blüthenentwickelung der Onagraceen. Hermannstadt, 1874
- Elemente de istoria naturală. Uo. 1881-82, két tanfolyam
- Lucrul de mână în şcoalele de băieţi şi în institutul pedagogic. Uo.
- Vocabular român-nemţesc; Wörterbuch der romăn. und deutschen Sprache. Uo. 1886-87, két rész
- Istoria naturală în şcoala poprală. Uo. 1890-91
- Gramatica germană. Uo., 1896

Szerkesztette a Foaia Ilustrată c. folyóiratot (1891.) és a Foaia Pedagogică c. lapot több tanártársával együtt (1897).
Átdolgozta és újból kiadta apjának munkáit saját neve alatt.